# DSM-ramp
De DSM-ramp begon in de ochtend van 7 november 1975 in de Limburgse plaats Beek als gevolg van een ontploffing in een naftakraker op het terrein van chemieconcern DSM. Deze kraker werd op 5 november opgestart na een onderhoudsbeurt. Dat opstarten duurt enkele dagen. Op 7 november scheurde er een leiding, vermoedelijk door broosheid van een lasverbinding. Daardoor ontsnapte zeer brandbaar gas onder hoge druk dat door de wind langs hete ovens werd gevoerd, waardoor het ontplofte. Door de explosie en de hevige branden in de installatie en opslagtanks voor nafta ontstonden elders opnieuw branden. Er werden 14 mensen gedood en meer dan 100 mensen raakten gewond. Veel installaties werden verwoest. Pas op 12 november waren alle branden geblust.

## Ongeval 2003
Op 1 april 2003 vond in de fabriek "Melamine 2" van DSM Melamine Europe BV, eveneens gelegen op de site Chemelot, nog een zwaar ongeval plaats. Als gevolg van een explosie in de zoutoven van deze fabriek kwamen 3 personen om het leven.

## Fotogalerij

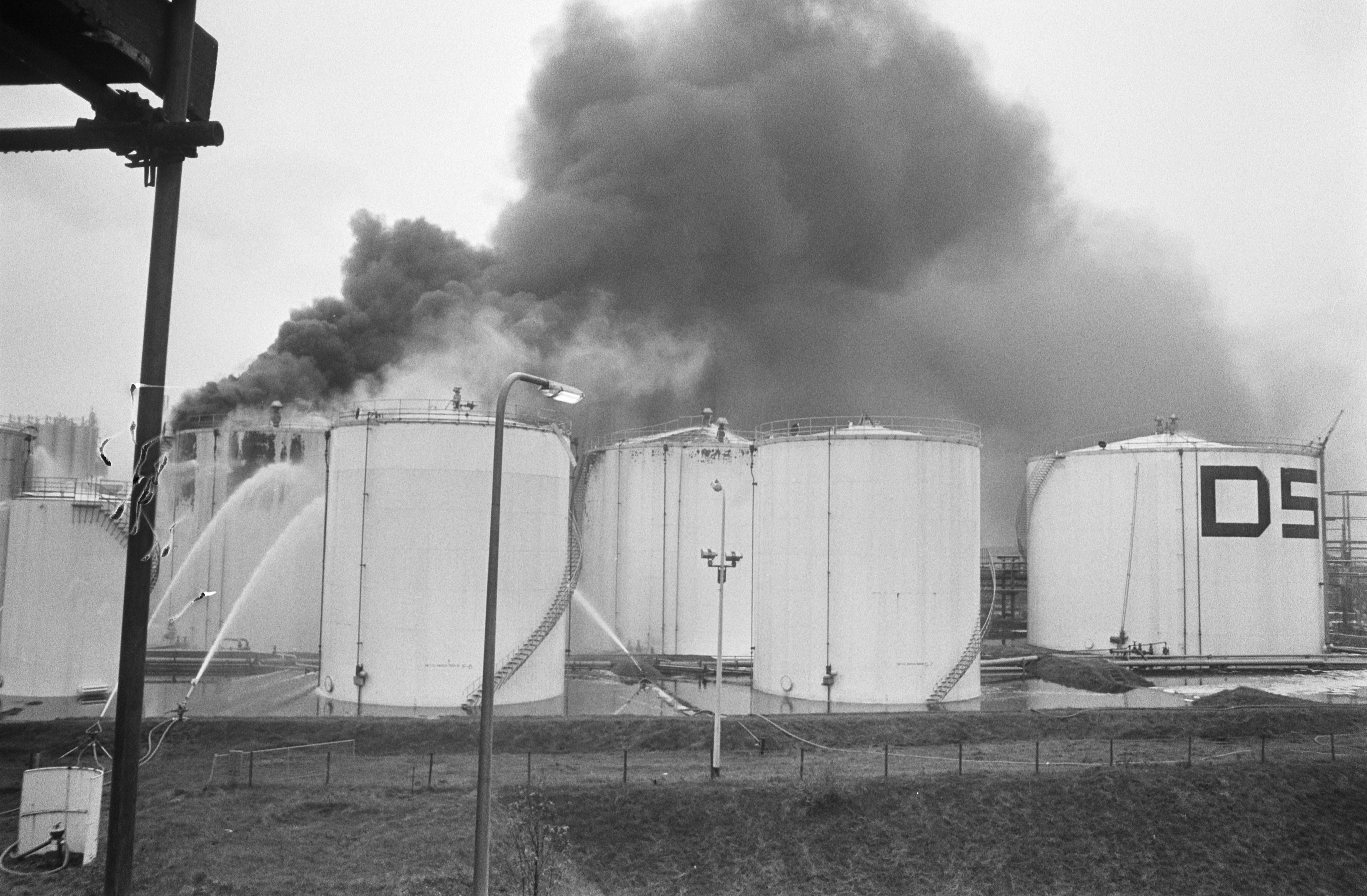
Brandende opslagtanks voor nafta
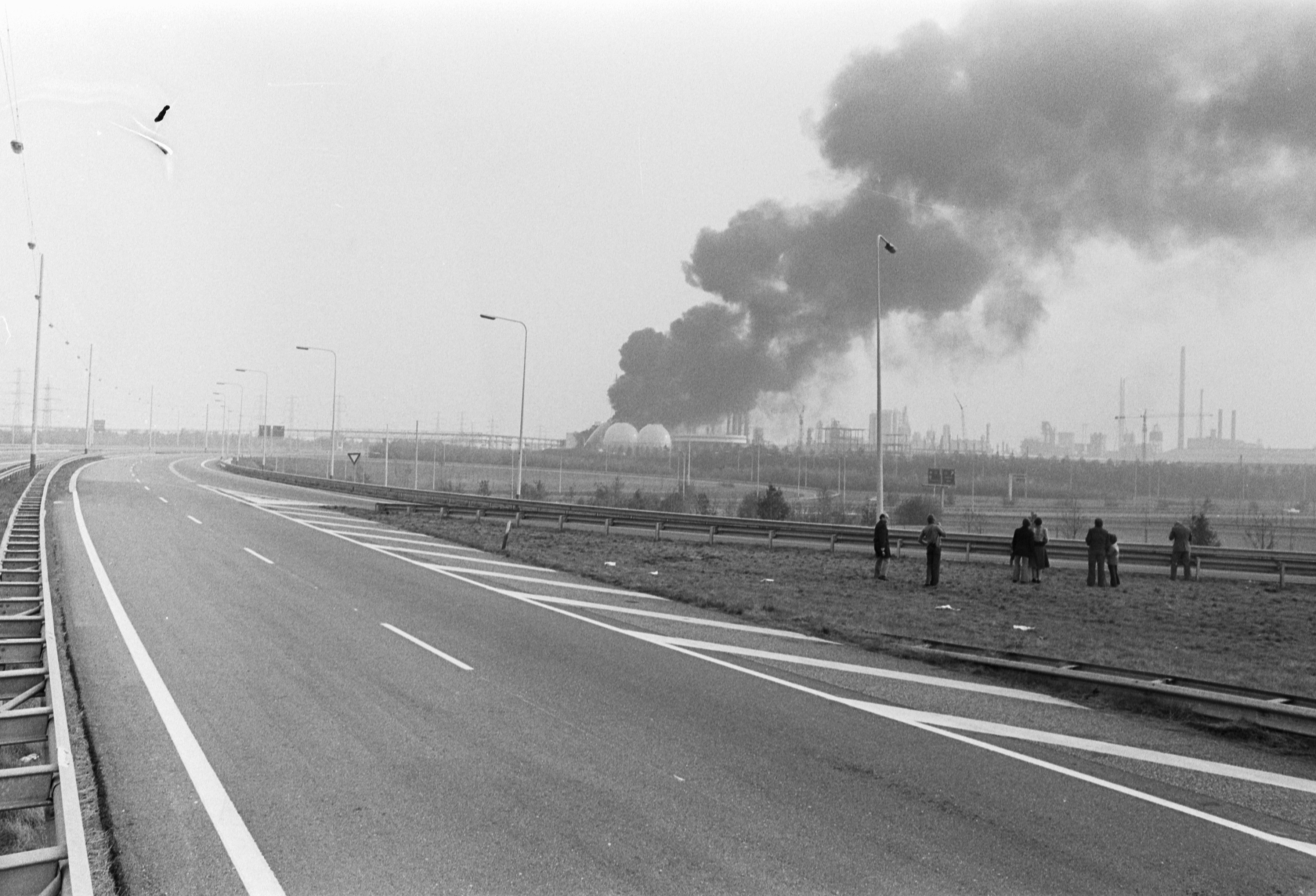
De brand gezien vanaf de snelweg
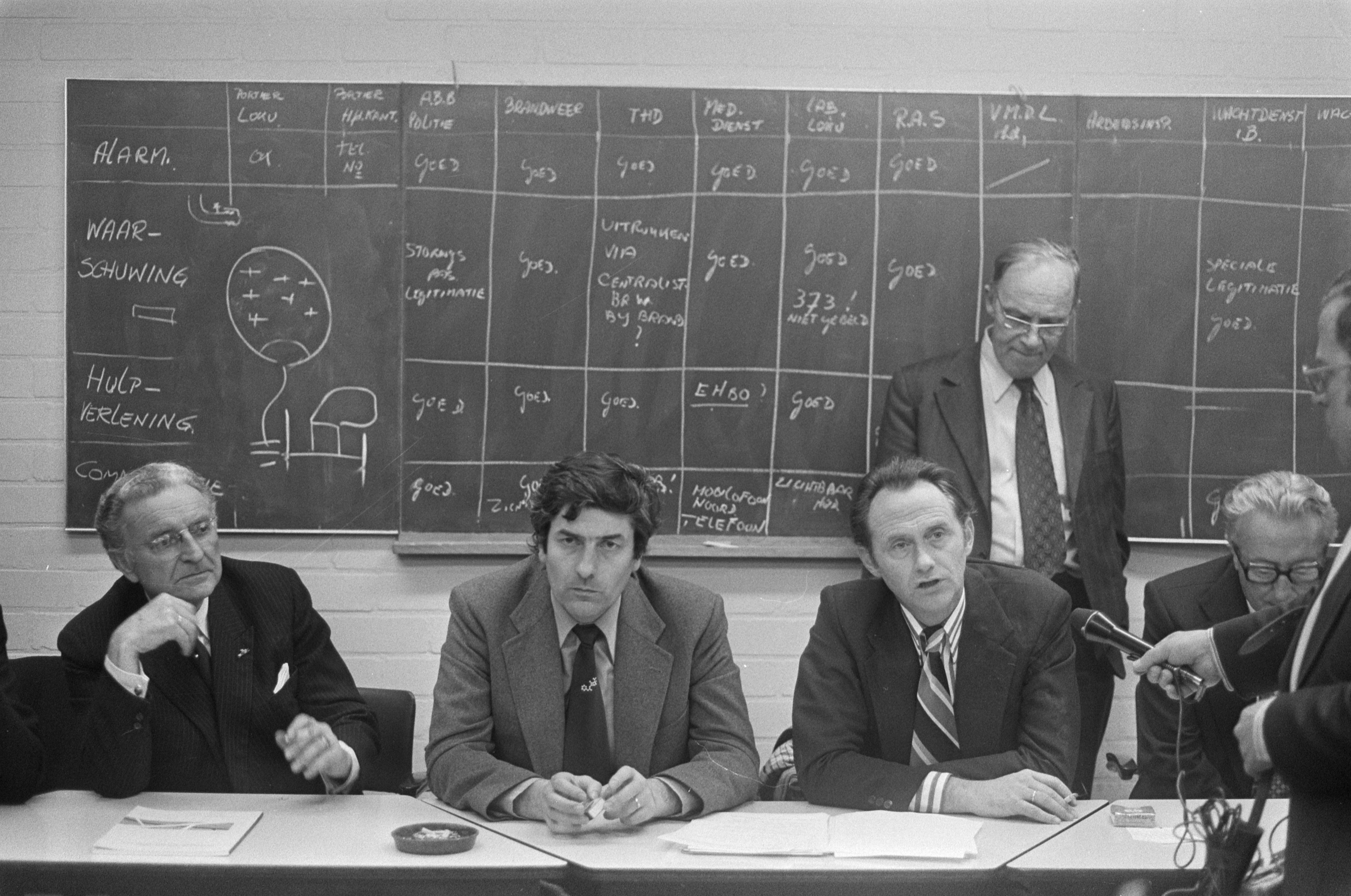
Persconferentie na de ramp. V.l.n.r. Commissaris van de Koningin Van Rooy, ministers Lubbers en Boersma
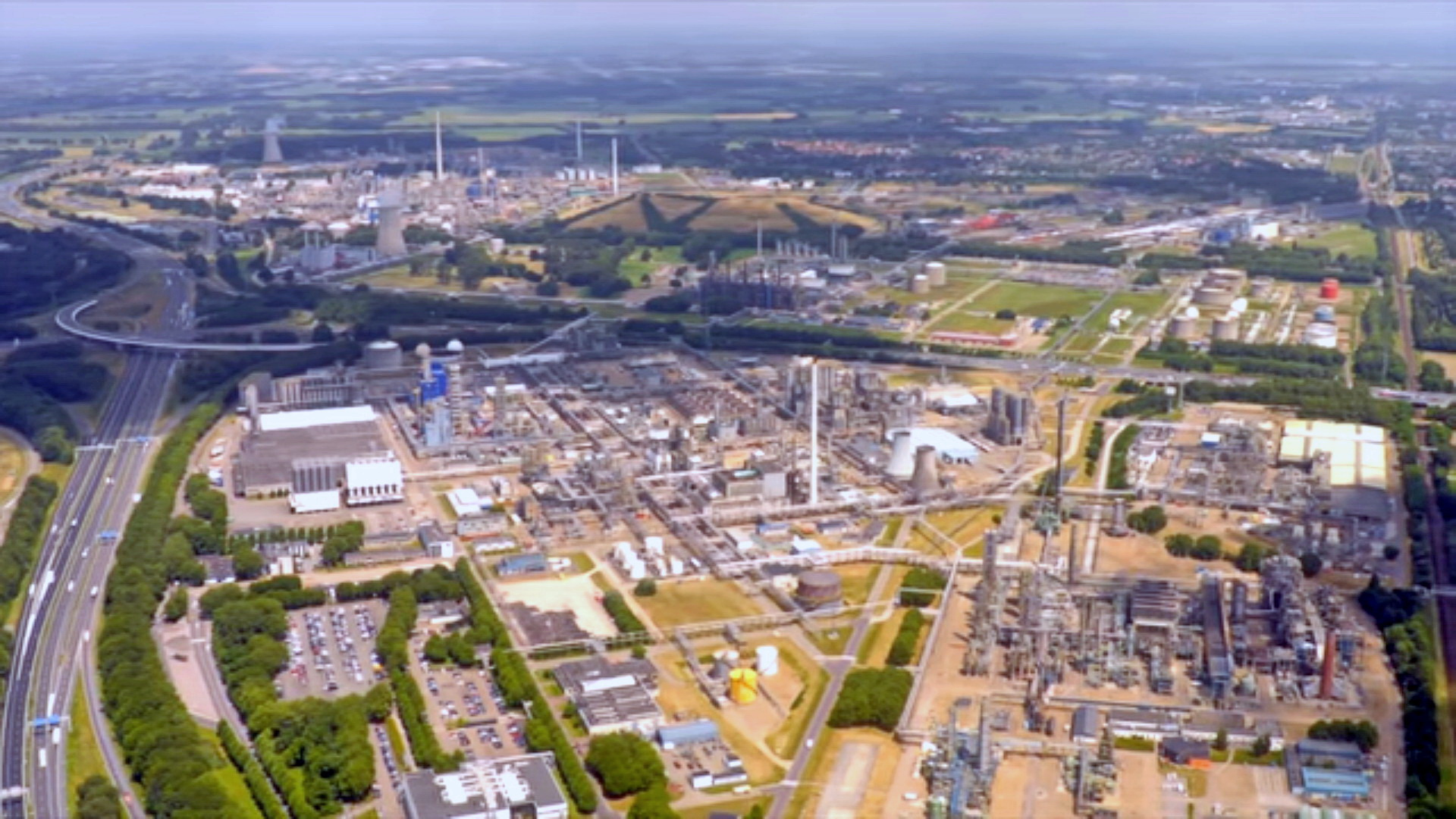
Industriecomplex Chemelot in 2011; de rampplek bevond zich links van het midden.